# Stanton (Dakota du Nord)
Pour les articles homonymes, voir Stanton.
La ville de Stanton est le siège du comté de Mercer, dans l’État du Dakota du Nord, aux États-Unis. Sa population, qui s’élevait à 366 habitants lors du recensement de 2010, est estimée à 339 habitants en 2019.
Stanton abrite le site historique national de Knife River Indian Villages.

## Histoire
Stanton a été fondée en 1883, elle est devenue le siège du comté l’année suivante, quand le comté a été organisé.

## Démographie
| 1920 | 1930 | 1940 | 1950 | 1960 | 1970 |
| ---- | ---- | ---- | ---- | ---- | ---- |
| 325  | 358  | 370  | 571  | 409  | 517  |

| 1980 | 1990 | 2000 | 2010 | - | - |
| ---- | ---- | ---- | ---- | - | - |
| 623  | 517  | 345  | 366  | - | - |